# Bataille de Hassaké (mai-juin 2015)
Pour les articles homonymes, voir Bataille de Hassaké.
Guerre civile syrienne
Batailles
La première bataille de Hassaké a lieu lors de la guerre civile syrienne. Elle débute le 30 mai 2015 par une offensive lancée par l'État islamique contre la ville de Hassaké, tenue au sud par les forces loyalistes syriennes et au nord par les Kurdes des YPG. Les djihadistes parviennent à entrer dans la ville mais ils sont finalement repoussés le 7 juin.

## Prélude
En mai 2015, la ville de Hassaké est tenue à 70 % par les forces du régime syrien, dont le centre-ville, le reste est tenu par les Kurdes des  YPG et les chrétiens du Conseil militaire syriaque (MFS). La population de Hassaké est alors constituée à 50 % d'Arabes, à 40 % de Kurdes et à 10 % de chrétiens. Face à la menace de l'État islamique au sud, une sorte de pacte de non-agression est observé entre les loyalistes et les Kurdes.
Cependant cette cohabitation ne se fait pas sans heurt et des affrontements éclatent ponctuellement. Ainsi le 17 janvier 2015, les  « muqanaain », des miliciens pro-régime, exécutent six membres des Assayech, la police kurde, pour avoir arrêté auparavant 10 membres d'une milice loyaliste. Quelques heures plus tard, les Kurdes ripostent, au moins huit combattants des YPG sont tués et quatre autres capturés tandis que les loyalistes laissent au moins neuf morts et 25 prisonniers,,,,,,. Le 30 janvier, les prisonniers de deux camps sont échangés.
À Hassaké, les loyalistes imposent un service militaire obligatoire, chaque famille doit fournir un combattant, âgé de 18 à 30 ans.

## Déroulement

Situation à Hassaké en mai 2015 :
Contrôlé par le régime syrien
Contrôlé par l'État islamique
Contrôlé par les YPG
Contrôlé par le MFS

Le 30 mai 2015, les djihadistes de l'État islamique attaquent les positions du régime syrien au sud et au sud-est de la ville de Hassaké. Le contrôle de cette ville, capitale du gouvernorat de Hassaké, est alors partagé ; les forces loyalistes syriennes tiennent le sud tandis que les Kurdes des YPG et les chrétiens du Conseil militaire syriaque (MFS) tiennent le nord et l'ouest.
L'offensive commence avec les explosions de plusieurs camions piégés conduits par des kamikazes. Les djihadistes avancent, ils prennent une station d’électricité et coupent le courant dans la cité. Le 3 juin, selon l'OSDH, l'État islamique envoie plus de 400 hommes en renfort depuis la ville de Deir ez-Zor et le soir du 4 juin, les djihadistes ne sont plus qu'à 500 mètres de l'entrée sud de la ville de Hassaké,,.
Le 5 juin, les djihadistes ont pris la prison d'Al-Ahdath, la compagnie d'électricité, le village d'al-Dawadia et plusieurs zones au sud de la ville. Selon l'OSDH, les pertes sont alors d'au moins 71 militaires et miliciens loyalistes tués, 3 civils, tandis que 59 djihadistes sont morts dans les combats, dont 11 kamikazes. De plus, 43 hommes de l'EI ont également été tués plus au sud, dans des bombardements sur la ville d'al-Shadadi (ou Chadadé),.
De leur côté, les Kurdes des YPG restent inactifs au début de la bataille et refusent de soutenir les forces loyalistes. Cette position est cependant critiquée par des dignitaires de la ville et après plusieurs jours de négociations, les Kurdes finissent par engager le combat le 6 juin dans la soirée, à la périphérie de leurs quartiers, du côté ouest. Selon l'OSDH, 11 combattants kurdes et 23 djihadistes sont tués dans ces affrontements. Pour intervenir, les YPG auraient demandé à être reconnus comme la principale force militaire de la ville, un contrôle accru de la ville, des checkpoint, le démantèlement des « muqanaain », et une livraison de matériel, mais ces mesures ne seront pas appliquées après la bataille.
Le 7 juin, les loyalistes regagnent du terrain et les djihadistes sont repoussés à deux kilomètres de la ville. La station d'électricité et la prison sont reprises mais les combats se poursuivent à proximité,.